# Ariel Durant
Ariel Durant (nata Chaya Kaufman) (Proskurov, 10 maggio 1898 – Los Angeles, 25 ottobre 1981) è stata una scrittrice russa naturalizzata statunitense.
È stata coautrice di Storia della Civiltà con suo marito Will Durant. Hanno vinto il Premio Pulitzer per la saggistica.

## Biografia
Nata a Proskurov, nell'allora Impero russo (oggi Chmel'nyc'skj, in Ucraina) come Chaya (Ida) Kaufman dai genitori ebrei Ethel Appel Kaufman e Joseph Kaufman. La famiglia emigrò nel 1900, visse per diversi mesi a Londra tra il 1900 e il 1901 sulla rotta verso gli Stati Uniti, dove arrivò nel 1901. Aveva tre sorelle più grandi, Sarah, Mary, e Flora, e tre fratelli più piccoli, Harry, Maurice e Michael. Flora divenne la compagna e a volte l'assistente di Ariel, e si trasferì con i Durants in California.
Conobbe il suo futuro marito quando era studentessa alla Ferrer Modern School di New York. All'epoca era un insegnante della scuola, ma si dimise dal suo incarico per sposare Ariel, che aveva 15 anni al momento del matrimonio, il 31 ottobre 1913. Il matrimonio ebbe luogo presso il municipio di New York, verso il quale lei pattinò dalla casa della sua famiglia ad Harlem. La coppia ebbe una figlia, Ethel Benvenuta, e adottò un bambino, Louis.
I Durants vinsero il Premio Pulitzer per la saggistica nel 1968 per Rousseau and Revolution, il decimo volume di The Story of Civilization. Nel 1977 furono insigniti della medaglia presidenziale della libertà da Gerald Ford, e Ariel fu nominata "donna dell'anno" dalla città di Los Angeles.
I Durants scrissero una autobiografia unita di 420 pagine, pubblicata da Simon & Schuster nel 1978 (A Dual Autobiography; ISBN 0-671-23078-6).
I Durants morirono a due settimane di distanza nel 1981 e sono sepolti presso il Westwood Village Memorial Park Cemetery di Los Angeles. Ariel disse a sua nipote Monica Mehill, che furono le loro differenze a farli crescere.